# Ligningsmæssige fradrag
Ligningsmæssige fradrag er skattemæssige fradrag, der fradrages i den skattepligtige indkomst. Ligningsmæssige fradrag er lønmodtagerens fradrag for udgifter til f.eks. befordring til og fra arbejdspladsen, arbejdstøj, fagforeningskontingent, dobbelt husførelse og udgifter til gaver til visse velgørende foreninger og kulturinstitutioner.

## Fradragsværdi
Ligningsmæssige fradrag har en lavere skatteværdi end fradrag, der gives i den personlige indkomst eller i kapitalindkomsten, da de kun bruges ved beregningen af sundhedsbidrag, kommune- og kirkeskat. Værdien afhænger af skatteprocenten for kommune- og kirkeskat, men udgør i 2014 ca 25,1% inklusiv kirkeskat. Det betyder, at har man et ligningsmæssigt fradrag på 1.000 kr., vil det reducere ens samlede skattebetaling med ca 251 kr.
Frem til 2019 faldt fradragsværdien af de ligningsmæssige fradrag med 1% årligt, i takt med at sundhedsbidraget erstattedes af en bundskat.